# Calophasia orontii
Calophasia orontii är en fjärilsart som beskrevs av Herrich-Schäffer 1851. Calophasia orontii ingår i släktet Calophasia och familjen nattflyn. Inga underarter finns listade i Catalogue of Life.